# Betty Furness
Elizabeth Mary Furness, detta Betty (New York, 3 gennaio 1916 – New York, 2 aprile 1994), è stata un'attrice statunitense.

## Vita privata
Dal 1937 al 1943 fu sposata con il compositore Johnny Green. In seguito si sposò altre due volte, con Hugh "Bud" Ernst e con Leslie Midgley.

## Filmografia parziale
- Midshipman Jack, regia di Christy Cabanne (1933)
- Dangerous Corner, regia di Phil Rosen (1934)
- La donna nell'ombra (The Life of Vergie Winters), regia di Alfred Santell (1934)
- The Keeper of the Bees, regia di Christy Cabanne (1935)
- Al di là delle tenebre (Magnificent Obsession), regia di John M. Stahl (1935)
- Mister Cinderella, regia di Edward Sedgwick (1936)
- Follie d'inverno (Swing Time), regia di George Stevens (1936)
- They Wanted to Marry, regia di Lew Landers (1937)
- Mama Steps Out, regia di George B. Seitz (1937)
- A nord di Shanghai (North of Shanghai), regia di D. Ross Lederman (1939)